# Smagne
Smagne – rzeka we Francji, przepływająca przez teren departamentu Wandea, o długości 53 km. Stanowi lewy dopływ rzeki Lay.